# Peter Sejna
Peter Sejna (* 5. Oktober 1979 in Liptovský Mikuláš, Tschechoslowakei) ist ein ehemaliger slowakischer Eishockeyspieler, der während seiner aktiven Karriere zwischen 1996 und 2015 unter anderem bei den St. Louis Blues in der National Hockey League unter Vertrag stand. Zudem gewann er mit den ZSC Lions 2009 die Champions Hockey League, sowie den Victoria Cup.

## Karriere
Peter Sejna begann seine Karriere als Eishockeyspieler beim MHk 32 Liptovský Mikuláš, für den er von 1996 bis 1998 in der slowakischen Extraliga spielte und bereits im Juniorenbereich aktiv war. Vor der Saison 1998/99 wechselte der Angreifer nach Nordamerika, wo er zunächst zwei Jahre lang für die Des Moines Buccaneers aus der United States Hockey League und schließlich drei Jahre für die Mannschaft des Colorado College auf dem Eis stand. Gegen Ende der Saison 2002/03 gab der Slowake sein Debüt für die St. Louis Blues in der National Hockey League. Dort stand der Hobey-Baker-Memorial-Award-Gewinner insgesamt vier Spielzeiten lang unter Vertrag stand, wobei Sejna allerdings hauptsächlich für St. Louis’ Farmteams spielte. Zunächst lief der Slowake von 2003 bis 2005 für Worcester IceCats und schließlich von 2005 bis 2007 für die Peoria Rivermen in der American Hockey League auf.
Im Sommer 2007 erhielt Sejna einen Vertrag bei den ZSC Lions in der Schweizer National League A, mit denen er in der Saison 2007/08 Schweizer Meister wurde und ein Jahr später die Champions Hockey League gewann. Ab 2010 stand Sejna beim HC Davos unter Vertrag.
Ab der Saison 2012/13 setzte Peter Sejna seine Karriere bei den Rapperswil-Jona Lakers fort, wo er einen Vertrag über zwei Jahre Laufzeit unterschrieb. 2015 beendete Sejna im Alter von 35 Jahren seine Karriere.

### International
Für die Slowakei nahm Sejna an der U20-Junioren-Weltmeisterschaft 1999 sowie der Weltmeisterschaft 2003 teil. Bei beiden Turnieren gewann er die Bronzemedaille.

## Erfolge und Auszeichnungen
| - 2003 Hobey Baker Memorial Award - 2003 NCAA West All-American Team - 2008 Schweizer Meister mit den ZSC Lions | - 2009 Champions-Hockey-League-Gewinn mit den ZSC Lions - 2009 Victoria-Cup-Gewinn mit den ZSC Lions - 2011 Schweizer Meister mit dem HC Davos |

### International
- 1999 Bronzemedaille bei der U20-Junioren-Weltmeisterschaft 1999
- 2003 Bronzemedaille bei der Weltmeisterschaft 2003

## Karrierestatistik

### International
Vertrat Slowakei bei:
- U20-Junioren-Weltmeisterschaft 1999
- Weltmeisterschaft 2003

(Legende zur Spielerstatistik: Sp oder GP = absolvierte Spiele; T oder G = erzielte Tore; V oder A = erzielte Assists; Pkt oder Pts = erzielte Scorerpunkte; SM oder PIM = erhaltene Strafminuten; +/− = Plus/Minus-Bilanz; PP = erzielte Überzahltore; SH = erzielte Unterzahltore; GW = erzielte Siegtore; 1 Play-downs/Relegation; Kursiv: Statistik nicht vollständig)